# Bretigny-sur-Morrens
Pour les articles homonymes, voir Brétigny et Morrens.
Bretigny-sur-Morrens [bʁətiɲi syʁ mɔʁɑ̃]  est une commune suisse du canton de Vaud, située dans le district du Gros-de-Vaud. Citée dès 1224, elle fait partie du district d'Échallens entre 1798 et 2007. La commune est peuplée de 880 habitants en septembre 2021. Son territoire, d'une surface de 285 hectares, se situe dans la région du Gros-de-Vaud, au bord du Talent.

## Histoire
Bretigny-sur-Morrens est connu sous le nom de Britignie en 1224. Les nobles de Bottens y ont un fief, qu'ils tiennent des seigneurs de Cossonay. Il est ensuite une possession des nobles de Russin. À l'époque bernoise, le village fait partie du bailliage de Lausanne et est géré par l'assemblée des communiers. Le village fait ensuite partie du district d'Échallens entre 1798 et 2007, puis du district du Gros-de-Vaud depuis 2008. La maison de commune date de 1806.

### Héraldique
| Armes de Bretigny-sur-Morrens | Les armes de la commune de Bretigny-sur-Morrens se blasonnent ainsi : Taillé d'argent et de gueules à la chèvre saillante de l'un à l'autre. |

## Géographie
Jusqu'à sa dissolution, la commune faisait partie du district d'Échallens. Depuis le 1er janvier 2008, elle fait partie du nouveau district du Gros-de-Vaud. Elle a des frontières communes avec Bottens, Lausanne, Cugy, Morrens et Assens.
Le territoire communal se trouve sur le plateau suisse, dans la région du Gros-de-Vaud. Sa frontière ouest et sud est marquée par le Talent qui a creusé, au fil du temps, une vallée dans la molasse ; au nord-est, c'est le Combron, un affluent du Talent, qui marque la frontière. Le territoire s'étend à travers le plateau d'Épinay jusqu'au bois des Cloux, à l'ouest de Chalet Marin ; le point culminant de la commune s'y trouve à une altitude de 743 mètres.

## Population

### Surnom
Les habitants de la commune sont surnommés les Chèvres (lè Tchîvrè en patois vaudois).

### Démographie
Bretigny-sur-Morrens compte 894 habitants en 2023. Sa densité de population atteint 313 hab./km2.
En 2000, la population de Bretigny-sur-Morrens est composée de 274 hommes (48,7 %) et 289 femmes (51,3 %). La langue la plus parlée est le français, avec 540 personnes (95,4 %). La deuxième langue est l'allemand (17 ou 3 %). Il y a 511 personnes suisses (90,3 %) et 55 personnes étrangères (9,7 %). Sur le plan religieux, la communauté protestante est la plus importante avec 260 personnes (45,9 %), suivie des catholiques (155 ou 27,4 %). 114 personnes (20,1 %) n'ont aucune appartenance religieuse.
La population de Bretigny-sur-Morrens est de 200 habitants en 1850. Elle reste relativement stable jusqu'en 1960. Le nombre d’habitants augmente ensuite très fortement, puisqu'il est multiplié par 4 en 50 ans pour atteindre 724 habitants en 2010. Le 31 décembre 2023, la population de Bretigny-sur-Morrens était de 893 habitants.Le graphique suivant résume l'évolution de la population de Bretigny-sur-Morrens entre 1850 et 2019 :

## Politique
Sur le plan fédéral :
Lors des élections fédérales suisses de 2011, la commune a voté à 27,33 % pour l'Union démocratique du centre. Les deux partis suivants furent le Parti socialiste suisse avec 25,80 % des suffrages et les Verts avec 13,28 %.
Lors des élections fédérales suisses de 2015, la commune a voté à 33,5 % pour l'Union démocratique du centre. Les deux partis suivants furent le Parti socialiste suisse avec 24,75 % des suffrages et le PLR avec 20,96 %.
Lors des élections fédérales suisses de 2019, la commune a voté à 20,95 % pour les Verts, à 20,61 % pour l'Union démocratique du centre, suivis du Parti socialiste suisse avec 19,37 % des suffrages, du le PLR avec 19,31 % et des Vert'libéraux avec 9,61 %.
Lors des élections fédérales suisses de 2023, la commune a voté à 24,49 % pour les Parti socialiste suisse, à 21,72 % pour le PLR, suivis de l'Union démocratique du centre avec 20,84, suivis du Verts avec 14,46 % des suffrages, et des Vert'libéraux avec 6,14 %.
Sur le plan cantonal :
Lors des élections cantonales au Grand Conseil de mars 2011, les habitants de la commune ont voté pour le Parti socialiste à 25,34 %, l'Union démocratique du centre à 23,07 %, le Parti libéral-radical à 22,36 %, les Verts à 16,54 % et l'Alliance du centre à 12,70 %.
Lors des élections cantonales au Grand Conseil d'avril 2017, les habitants de la commune ont voté pour le Parti libéral-radical à 29,09 %, l'Union démocratique du centre à 23,66 %, le Parti socialiste à 21,22 %, les Verts à 15,29 %, Vertlibéraux Pirates et Indépendants à 6,30 % et l'Alliance du centre à 4,43 %.
Sur le plan communal :
Bretigny-sur-Morrens est dirigée par une municipalité formée de 5 membres et dirigée par un syndic pour l'exécutif et un Conseil général dirigé par un président et secondé par un secrétaire pour le législatif.
En 2016, lors des élections générales, Urs Lauper (syndic), doyen des candidats vaudois en âge (78 ans) et doyen en fonction (35 ans en Municipalité) se représenta, mais ne fut pas réélu avec 160 voix. Markus Mooser fut élu syndic avec 267 voix, suivi de Seema Ney avec 225 voix, de Jean-Luc Agassis avec 211 voix, de Laurent Chappuis avec 206 voix et de Jean-Daniel Cochard 194 voix.
Le 10 juin 2018, à la suite de la démission de Jean-Luc Agassis (municipal), une élection complémentaire a été organisée. Lors du premier tour, Marc Tille est sorti avec 109 suffrages, Serge Cruchon avec 74 suffrages et Maxime Meier avec 59 suffrages. La majorité absolue (123 suffrages) n'étant pas atteinte, un deuxième tour a dû être organisé. Lors du 2e tour, Marc Tille a été élu avec 56 suffrages, Serge Cruchon obtenant 29 suffrages et Maxime Meier 13. La participation au 1er tour était de 40,8 % du corps électoral et lors du 2e tour de 16,6 %.

## Économie
Jusqu'au milieu du XXe siècle, l'économie locale était principalement dominée par l'agriculture et l'élevage qui ne représentent plus maintenant qu'une part mineure des emplois locaux. Si une scierie existait autrefois sur le cours du Talent, c'est dans le domaine de la construction métallique que la commune s'est développée depuis les années 1980. Dans les dernières décennies, le village s'est transformé par la création de zones résidentielles habitées par des personnes travaillant principalement dans la région lausannoise ; cette mutation s'est accompagnée de la création de plusieurs petites entreprises locales. La commune compte un restaurant.
Le taux d'imposition est de 81 point en 2018.

## Transports
Bretigny-sur-Morrens se trouve à côté de la route principale reliant Lausanne à Thierrens. Au niveau des transports en commun, la commune fait partie de la communauté tarifaire vaudoise Mobilis. Le bus n° 60 des Transports publics de la région lausannoise faisant le parcours Lausanne-Cugy-Bottens-Froideville s'arrête dans la commune. La localité est également desservie par les bus sur appel Publicar, qui sont un service de CarPostal.

## Vie locale
La commune de Bretigny-sur-Morrens compte plusieurs associations, parmi lesquelles un groupe scout, un groupe de paysannes vaudoises, une abbaye vaudoise et une société de jeunesse, une ludothèque-bibliothèque, ainsi que des clubs de gymnastique et de dance.

## Fonds d'archives
- Fonds : Archives de la Commune de Bretigny-sur-Morrens (1696 -). Bretigny-sur-Morrens : Commune de Bretigny-sur-Morrens.